# 新尾きり子
新尾 きり子（にいお きりこ、1974年3月16日 - ）は、日本の元AV女優。

## 略歴・人物
新潟県出身。
2009年にデビューした熟女系AV女優。所属事務所は、こずプロ（現 クルーズグループ）。
2012年12月31日をもって引退することを当日の公式ブログで発表（公式ブログは直後に閉鎖）。
2017年より撮影会のモデル及びAV女優として活動を再開。
2019年9月9日、自身の新しいツイッターで「井川ちさと（いがわ ちさと）」への改名と、カプセルエージェンシーへの移籍を報告。
2021年6月19日の公式ツイッターでAV卒業を発表。なお、卒業後も「CHISATO」としてツイッターとインスタグラムへの投稿を続けている。

## 出演作品

### アダルトビデオ
- 初撮り人妻ドキュメント（8月6日 センタービレッジ）
- 義母相姦（8月10日、ドリームステージエンタテインメント）共演:夏川朋美
- 美熟母の快楽（8月15日、小林興業）共演:朋美
- 続 友達の母親（8月20日 センタービレッジ）
- 刹那的背徳旅行 人妻失格 #10（9月18日、ゴーゴーズ）※「きりこ」名義
- 素人フェチ図鑑 おならヌード 6（9月20日、レイディックス）　※オムニバス作品
- 団地妻 姦情を押さえきれない子持ち妻たち（10月25日、ビッグモーカル）他出演:橘慶子、弥生
- 連続絶頂!! 張り型後背位オナニー 【四十路美熟女編】（11月5日、スティルワークス）他2名出演
- 放尿 第五回作品（11月26日、ティファ・コーポレーション）　オムニバス作品
- 試着室の生着替え 第六回作品（11月26日、ティファ・コーポレーション）
- 丸の内新ビル3Fスイムウェアコーナー 競泳水着試着室 盗撮 10（11月26日、PEEPING G）
- ビデオボックスオナニー盗撮 .30（12月1日、ヴァルディー）他出演:森山ゆき、百瀬りんか、華咲レイ、竹内舞桜、桃井早苗、芽吹ゆうり、黒澤真美、月嶋美唯、美咲藤子
- 熟女ナンパ 中出し 10人 4時間 11（12月18日、グラフィティジャパン）他9名出演
- 補正下着･ガードル ボディースーツ 2方向定点観察（12月24日、ティファ・コーポレーション）
- 土下座でお願い!! 人妻ガチナンパ!! 生中出し 川崎編（12月25日、TMクリエイト）他5名出演

- 人妻デリバリー 18（1月16日（レンタル）/2月5日（セル）、クリスタル映像）他出演:早見るり、桜井麻里、神谷ミサト、今枝陽子
- 素人の母乳ママ貸します。（1月20日、ピーターズ）　※「新尾久美」名義　他出演:坂本麻美、中野まりえ、和久井優子 ほか
- 未亡人 柔肌の悶え 26（1月23日（レンタル）/2月19日（セル）、クリスタル映像）他出演:真白希実、橘エレナ、伊沢美春、早見るり
- 熟女狩り 第13夜（1月30日（レンタル）/2月19日（セル）、クリスタル映像）他出演:大原慶子、佐野みすず、若林美保、石田咲
- 母子交尾 【八ヶ岳路】（2月6日、ルビー）
- あなた、ごめんなさい… 〜刺激に飢えた人妻が一線を越える時〜（2月7日、マドンナ）共演:永井智美
- 人妻温泉 癒し系 29（3月27日（レンタル）/4月23日（セル）、クリスタル映像）他出演:三咲恭子、結城みさ、加納栞、早見るり
- 義母 きり子（4月13日、溜池ゴロー）
- ばついち 訳ありの女（4月17日（レンタル）/5月28日（セル）、クリスタル映像）他出演:五十嵐しのぶ、橘慶子、三咲恭子、篠原恵美
- 美熟女近親中出し姦（4月17日、ルビー）
- 人妻肉体返済 〜私にはこれしかないんです!〜（4月20日、ドリームステージエンタテインメント）共演:芦屋美帆子
- 母さんと呼べない。 僕と同じ年の義母（4月25日、小林興業）共演:芦屋美帆子
- 不貞行為 旦那に構ってもらえなくて（5月6日、タカラ映像）
- 二人の母（5月15日、スターパラダイス）共演:浅井舞香
- 男のエロ願望♥ 裸にエプロン（6月5日、ルビー）他出演:三咲恭子、水崎清香
- 湯けむり母子遍路 〜山梨・富士山麓〜（6月7日、マドンナ）
- 経理の奥さんが、終わらせてくれなくて…（6月17日、タカラ映像）
- 誰か私を抱いてください 3（6月19日（レンタル）/7月23日（セル）、クリスタル映像）他出演:花岡みずき、ときわ雫、浜野美和、熊谷麻美、中村沙希
- お母さんは、僕とずっと一緒だから…（6月19日、ABC）※アダルトサイト『お母さん.com 新尾きり子』のDVD版
- 植木屋と人妻（7月13日、溜池ゴロー）
- 美熟女ナンパキング アラフォー奥様は褒めればオチる! 6人（7月15日、スターパラダイス）他5名出演
- 狙われた母のアナル（8月7日、マドンナ）
- 「熟女の口はもっと嘘をつく。」 熟雌女anthology #060（8月20日、アウダーズジャパン）
- 初アナルの人妻 夫ともしたことなかったのにアナルSEXしてしまいました あなたごめんなさい（9月25日、ビッグモーカル）他出演:川村典子、瀬奈ジュン
- お料理教室のきれいな先生を犯る（9月30日、センタービレッジ）
- 近親相姦 息子の寝汗をねぶる母（10月1日、ヴィーナス）
- ばついち 4 訳ありの女（10月23日（レンタル）/11月19日（セル）、クリスタル映像）他出演:加納瞳、高島かぐや、花村いづみ、永井智美、芹澤美華
- 熟女専科 初脱ぎ熟女 きり子 38歳（11月5日、カマタ映像）
- オバ☆ギャル!!! 全員、三十路熟女（11月20日、レイディックス）他出演:一条梨乃、北嶋みゆき、皆澤奏美、美咲藤子

- 嫁の親友 〜他人妻の色気に魅せられて〜（1月1日、スティルワークス）他出演:藤沢未央、東尾淳子
- グローバル黒ギャルナンパ隊がイク! 人妻温泉レズナンパ 白い人妻VS黒ギャル（1月10日、グローバルメディアエンタテインメント）共演:一条命、黒沢ルナ　ほか
- セックスレスの人妻たち 2（1月18日（レンタル）、グラフィティジャパン）他出演:松すみれ　ほか
- 熟女レズキス 7 キスでいかせて（2月6日、J-Leskiss）共演:艶堂しほり　他出演:保坂友利子、菅谷もも
- マドンナファンの集い 美熟女と行く混浴温泉バスツアー 6 〜超豪華!今が旬の人気女優が大集結!!シリーズ史上最大のトラブル発生!?でも、そんなの大乱交で吹っ飛ばしちゃえSPECIAL!!〜（3月25日、マドンナ）共演:村上涼子、艶堂しほり、結城みさ、加山なつこ、中森玲子、横山みれい、真下礼子、香坂めぐ、瀬戸ありさ、七瀬ゆい、大隈恵令奈、吉永沙織、美咲りん
- 熟女ヒロイン近親相姦 魔法美熟女戦士フォンテーヌ（3月25日、GIGA）
- もしも○○が出来たら! 〜美熟女10人が貴方の6つの願い叶えます編〜（4月1日、V）共演:川上ゆう、櫻井夕樹、北谷静香、新村まり子、美咲藤子、芦屋美帆子、井上和希、北嶋みゆき、水橋理奈
- もう一つの混浴温泉バスツアー 6　〜「熟バス」未公開の爆乳&巨尻美熟女・村上涼子&加山なつこの最強3P他、艶堂しほり、結城みさの単独ファックを大収録!!〜（4月25日、マドンナ）共演:村上涼子、艶堂しほり、結城みさ、加山なつこ、中森玲子、横山みれい、真下礼子、香坂めぐ、瀬戸ありさ、七瀬ゆい、大隈恵令奈、吉永沙織、美咲りん
- 旦那さん!奥さんが、あんたの稼ぎが少ないって、人妻マットヘルスに体験入店してめちゃめちゃ感じまくってジュポジュポしたあげく本番禁止なのにチ●ポ入れてぇ〜っておねだりしてずっぽりハメ狂ってますわ!どないしますねん、旦那さん!!（8月5日、AFRO FILM）他出演:葉月美希、一条命、美原ゆうこ
- どこもかしこもセックスだらけ! 院内不倫（9月25日、ながえスタイル）他出演:夏樹カオル
- スーツの中のスケベな肉体　真面目に働く熟女（9月25日、サイド・ビー制作室）他出演:澤村レイコ
- ストレスをかかえる貴女の為に… （秘）出張リラクゼーション（10月25日、サイド・ビー制作室）他出演:宮崎アンナ
- Hなオバサンとヒモの接吻デート（11月3日、グローリークエスト）
- 熟・同窓会11月19日、ドグマ）共演:艶堂しほり、北谷静香、新谷彩夏
- ヌル撮 オイルマッサージ 人妻が家族に内緒で通うマッサージ屋（12月15日、グローリークエスト）他出演:桐原あずさ、黒木唯香、相川志穂、笠月優子、真鍋香奈

- アナル解禁!! 三十八歳アナラーの極太ちんぽ二穴同時ファック（1月27日、淫花帝国）
- 絶対にしてはいけない人を（レズる）犯る（2月25日、ジャネス）共演:琥珀うた
- エロ都市伝説 オマ○コの鍵貸します（3月19日、ドグマ）他出演:北谷静香
- 母子オナニー教育（4月1日、エマニエル）他出演:羽田桃子、鮫島のぞみ、茅野まなか、花菱りず、夏目紫織、仲本沙代、美原ゆうこ
- 息子のムスコを手コキしたい母親集 〜いっぱい精子出るトコ見せて〜 4時間（4月1日、ABC）他出演:白鳥寿美礼、三原慶子、羽川佳美、みはる雫、希本なつ美、宮瀬リコ、音原恭子、本多かなめ、中園貴代美
- 母親とヤリたいスケベな息子が推薦者! 美人ママ近親相姦コンテスト 2（4月5日、ROCKET）※「新沼さん」名義　共演:羽賀そら美、夏川美久
- 出張マッサージ 2 隣で旦那が寝込んだら、奥さんのパンティにシミが広がりだして、目で誘うんです（4月6日、クリスタル映像）他出演:水咲理沙、藤沢芳恵、池永京子
- タッグマッチキャットファイト（5月10日、ROCKET）共演:牧野絵里、伊崎咲良、城井聖花、春希ゆきの、滝川彩華、加藤ツバキ、山見ゆな
- 子連れの同窓会 当時クラスでマドンナ的存在だった美熟女とその同級生の20代息子をその気にさせてSEXさせる 3（5月10日、ホットエンターテイメント）共演:水谷ゆりえ、神谷みさと、加藤なお
- 日常にあるエロス お母さんの無防備な誘惑。（6月19日、ABC）他出演:桐岡さつき、宮瀬リコ、羽月希、澤村レイコ、木村よしの、藤原絵理香、桜みちる、北条美里、永峰朋美　ほか
- 誰にも知られてはいけない! 背徳の近○相姦!! 欲望渦巻く肉体関係! 夫の弟･･義理の息子（6月25日、Fプロジェクト）他出演:五十嵐しのぶ
- 母娘ウンコまみれのレズ（9月19日、糞鬼）他出演:麻田サラ、花村まほ、池田るり、南はるか　ほか
- 誰にも言えない人妻たちの告白 私はこうして犯されました（9月25日、ウエスト企画）他出演:藍川奈緒美、美原ゆうこ
- 四十路五十路集 お口と手コキで抜いてあげる 4時間（10月1日、ABC）他出演:矢部寿恵、翔田千里、北原夏美、松浦ユキ、藤下梨花、大友唯愛、坂本梨沙、志村玲子、相田紀子、絹田美津　ほか
- 近親相姦 硬い肉棒つまみ食い 母の逆夜這い（11月19日、ABC）他出演:澤美レミ、内田美奈子、島谷愛、翔田千里、折川菜由、名城翠、七瀬ゆい
- 中高年専門デリヘル（11月23日、スパイスビジュアル）共演:北谷静香
- 完全会員制快楽地獄ツアー 淫熟聖女百蘭会 第一日目:新尾きり子（11月25日、ベイビーエンターテイメント）
- ムレムレ熟女のパンストオナニー（12月18日、ラハイナ東海）他出演:岩下みちる、日和香澄、柊舞子、藤生愛美
- パパもママも今いないから･･･　お姉ちゃんと、セックスしよう!（12月25日、サイドビー）他出演:大堀香奈、佐伯春菜
- ど淫乱人妻の濡れたオマ○コ（12月25日、Fプロジェクト）他出演:宮崎アンナ

- 覗かれた某有名企業　温泉社員旅行　逆レズビアン（1月5日、AFRO FILM）共演:永井智美　 他出演:入岡早希、小暮裕子
- 牝犬悦楽 野外和服浣腸 08（1月23日、プールクラブ・エンタテインメント）
- 義父と嫁 秘め事（1月25日、ながえスタイル）共演:七瀬美香
- 浣腸家族 ひとつ屋根の下、尻穴を弄ばれた6人の女たち 禁断の近親挿浣（3月20日、レイディックス）他出演:高嶋美鈴、美幸ありす、吉岡早紀、久見木梓、三崎優菜
- 僕の喪主を抱かせてやるから、キミの喪主をヤラせてくれ。（3月21日、タカラ映像）共演:青山はるき
- パートのおばさんたちは欲求不満で新人バイト君の若い体を狙ってる! 5（4月4日、グローリークエスト）共演:細川まり、青山優花、畑野美沙
- 美女との離乳食レッスン（4月20日、レイディックス）他出演:朝倉ことみ、神谷つくし、塚本アンナ、高沢沙耶、内山みわ
- 浣腸女教師 恥辱の肛門実習（5月1日、シネマジック）
- フェチの館 変態美女 羽田桃子（11月1日、ゑびすさん）共演:羽田桃子　他出演:桃瀬薫
- 爛れた日常へようこそ いやらしい生活感と近○相姦（12月25日、サイドビー）他出演:五十嵐しのぶ、はるか悠、翔田千里

- 熟女野外浣腸 尻穴を曝け出した見返り和服美人たち（1月22日、プールクラブ・エンタテインメント）他出演:黒木唯香、翔田千里
- 妖艶スケベマ○コ 新尾きり子 4時間（5月1日、エマニエル）※ベスト版
- 異臭放つ熟女のマンカスオナニー（6月1日、エマニエル）他出演:美山蘭子、美波翔子、藤生愛美、竹下美紗子、後藤あずさ

- 年の差レズ 4（1月19日、熟の蔵）共演:春希ゆきの　他出演:宮崎由麻、唐木ひとみ、城井聖花、飯田せいこ、平沼知子、大坪愛子
- 年の差レズ 5（3月19日、熟の蔵）共演:春希ゆきの　他出演:星野ひとみ、日南りょう、馬場町子、立花えみ、池田るり、不知火麗子、中山佳子、生田さら
- 不埒でスケベな不倫熟女ベスト（7月19日、ドグマ）他出演:町村小夜子、金子リオ、間宮いずみ、早川なお、川島めぐみ、牧原れい子、新谷彩夏、佐伯かのん、吹石れな、北谷静香、篠田あゆみ、結城みさ、川上ゆう、風間ゆみ、艶堂しほり、翔田千里、葵紫穂、朝倉ことみ、瞳れい、桃井なつみ、桃瀬ゆり
- 再会した母と息子 上京したアパートで隣に住んでいたのは蒸発した母だった!（9月28日、センタービレッジ）
- お願いだからババアと呼ばないで（10月6日、光夜蝶）
- 夫の傍でしか私を弄ばない息子の歪んだ性癖（10月6日、NON）
- 潔癖症で童貞の僕を見下してる姉にイカ臭いアレの臭いでイタズラ。メチャクチャ怒られると思っていたのに、ドエロスイッチが入って僕の童貞を筆おろしされてしまった件（10月6日、NON）他出演:関根奈美、君色花音、香苗レノン、藤川れいな、悠月アイシャ
- 四十しごろのアナル妻 五十ござ破りのアナル熟女 2穴同時挿入で狂いまくり!（10月20日（レンタル）/12月22日、アテナ映像）他出演:上坂ゆりこ、榎本美月
- 艶熟女 温泉慕情 #007（10月20日、ゴーゴーズ）※「桐子」名義
- 【四十路 五十路 激盗撮】 イキ狂いマ○コから濃厚汁垂らす人妻熟女のオナニー（11月1日、熟の蔵）他出演:馬場町子、織田法子、月丘咲、新城イオリ、沢田瑠海、東條ひろ、宮崎良美、真鍋千枝美
- 私、脅迫されてます 俺を毛嫌うセレブ妻、孕ませ奴隷堕ち。（11月3日、光夜蝶）※「きり子」名義
- 熟女レズ 細い指と柔らかな唇（11月19日、ルビー）共演:艶堂しほり
- 熟女妻ガチナンパ! 「そこの奥さん、素股してくれませんか?」 街行く熟女にモニター調査に協力してくださいとお願いして生まれて初めての素股体験!ローションぬるぬるのまんコキが気持ちよすぎて我慢出来ずにチ●ポを欲しがり生挿入中出し!（12月8日、五十路ん）※「きり子」名義　他出演:美佳、ゆう子
- センズリ見せたら興奮しちゃった五十路熟女たち 2（12月8日、五十路ん）他出演:5人
- 4畳半のボロアパート妻 〜生きていくため‥男に抱かれる人妻〜（12月13日、ながえスタイル）他出演:彩奈リナ

- ノーパンでオマ●コをチラ見せさせてくる生保おばさんのマンチラ枕営業 2（1月11日、熟女LAB）他出演:坂本美佳、石橋ゆう子
- 夫より愛してしまった‥ さめきった夫婦生活から抜け出したかった人妻（1月13日、ながえスタイル）他出演:原ちとせ
- 四十路人妻禁断の裏切りレズビアン Part2（2月9日、なでしこ）共演:磯部瑞帆　他出演:葵紫穂、村田夢子、森崎りか、美月潤、長瀬京子、円城ひとみ
- 熟女凌辱 VOL.2 旦那の上司にアナルまで奪われて… 白昼見知らぬ男に襲われた五十路妻（2月20日（レンタル）/4月27日（セル）、アテナ映像）他出演:安野由美
- スカトロ解禁! デカ尻母さんの縛り糞（2月25日、オペラ）
- 昭和人妻キネマ館 復員兵と温泉芸者（3月7日、ルビー）
- 完熟生保レディ連れ込みナンパ イケメン若手社員に無警戒で連れ込まれた可愛いおばさんの恥じらいSEX 隠し撮り（3月25日、田町ナンパ天国）他出演:井上綾子
- 極上の寝取られ体験 このたびウチの妻が弟に完全に寝取られました…（4月12日、タカラ映像）
- 美人エステティシャン 糞尿M男調教（4月25日、オペラ）
- 超ねっとり舐める人妻レズ 濃厚接吻 黒乳首 膣 アナル 脚（5月19日、熟の蔵）他出演:芝山奈穂
- 知人の妻は美人に見えるし、羨ましい…見せつけるエロ尻…もしかしてボクを誘ってる…?旦那が酔いつぶれた隣で寝取られた奥様たち（5月19日、濡壺）他出演:2名
- 失禁嫁レズスカ調教（5月25日、オペラ）共演:苑田あゆり
- イケメンが熟女を部屋に連れ込んでSEXに持ち込む様子を盗撮したDVD。 98 〜強引にそのまま中出ししちゃいました〜（6月1日、熟女JAPAN）※「ゆき」名義　他出演:あけび
- 「おばさんを酔わせてどうするつもり?」 若い男女で溢れ返る相席居酒屋で一人呑みしている熟女を狙い撃ちで口説いてお持ち帰り! 寂しさと欲求不満が募った素人奥さんの乾いたカラダはよく濡れる!! VOL.22（11月8日、熟女LABO）※「歩美」名義　他出演:紗江子

- 第二処女喪失ドキュメント シーズン7（3月27日、キネマ座）他出演:相楽ゆり子、片瀬仁美、柏木舞子、佐伯由美香

- 熟娘年の差レズビアン 2（4月19日、熟の蔵）他出演:山口椿、永野楓果、矢田紀子、羽田桃子 ほか

### アダルトVR
- 絶景VR! 脱糞見せつけスカトロ・エステ!（2018年3月25日、オペラ）

### 映画
- 狼の生活（2012年2月25日公開、監督・脚本:内藤隆嗣、アートポート）

### オリジナルビデオ
- 人妻熟女（秘）劇場 〜淫らな秘め事…〜（2010年8月6日、竹書房）他出演:若林美保、横山みれい
- 犯された下宿の未亡人（2010年9月10日、JVD）
- 義母（秘）劇場 淫妻の秘め事（2010年11月5日、竹書房）他出演:青木莉子、澪